# Tropidosteptes chionanthi
Tropidosteptes chionanthi är en insektsart som först beskrevs av Knight 1927.  Tropidosteptes chionanthi ingår i släktet Tropidosteptes och familjen ängsskinnbaggar.

## Underarter
Arten delas in i följande underarter:
- T. c. chionanthi
- T. c. nigrellus